# Svenstorps kyrka
Svenstorps kyrka är en kyrka med kyrkogård i Svenstorp i Skurups kommun. Den tillhör Skivarps församling i Lunds stift. Kyrkan var fram till år 2002 församlingskyrka i Svenstorps församling.

## Kyrkobyggnaden
Kyrkan är en salkyrka med vit puts på utsidan. Kyrktornet härstammar från 1542, medan övriga delar uppfördes år 1854. Kyrkan består av långhus med ett tresidigt korparti i öster och torn i väster. Vid norra sidan finns en sakristia. Kyrkorummet har kryssvalv.

## Inventarier
- Två malmljusstakar från 1700-talet står på altaret.

### Orgel
Den nuvarande orgeln byggdes 1862 av Johan Nikolaus Söderling, Göteborg och är en mekanisk orgel. På 1950-talet byttes Trumpet 8' ut mot Mixtur 3 chor.
| Manual          | Pedal   |
| Principal 8´    | Bihängd |
| Gedackt 8´      |         |
| Fugara 8´       |         |
| Octava 4'       |         |
| Täckflöjt 4'    |         |
| Qvinta 3'       |         |
| Super octava 2' |         |
| Mixtur 3 chor   |         |

## Runstenar
I den gamla kyrkan upptäcktes två runstenar när den revs. Den ene, Svenstorpstenen 1 skall ha murats in i tornet på den nya kyrkan medan den andre, Svenstorpstenen 2, skall ha sprängts för att användas som fyllnadsmaterial under kyrkbygget. Båda räknas som försvunna runstenar.